# Кі-Сентер (Вашингтон)
Кі-Сентер (англ. Key Center) — переписна місцевість (CDP) в США, в окрузі Пірс штату Вашингтон. Населення — 3863 особи (2020).

## Географія
Кі-Сентер розташоване за координатами 47°19′53″ пн. ш. 122°45′18″ зх. д. / 47.33139° пн. ш. 122.75500° зх. д. (47.331427, -122.754917).  За даними Бюро перепису населення США в 2010 році переписна місцевість мала площу 38,03 км², з яких 37,75 км² — суходіл та 0,28 км² — водойми.

## Демографія
Згідно з переписом 2010 року, у переписній місцевості мешкали 3692 особи в 1407 домогосподарствах у складі 1069 родин. Густота населення становила 97 осіб/км².  Було 1656 помешкань (44/км²).
Расовий склад населення:
| - 90,7 % — білих - 1,6 % — азіатів - 1,0 % — корінних американців - 0,6 % — чорних або афроамериканців - 0,5 % — вихідців з тихоокеанських островів |

До двох чи більше рас належало 5,1 %. Частка іспаномовних становила 4,5 % від усіх жителів.
За віковим діапазоном населення розподілялося таким чином: 22,3 % — особи молодші 18 років, 63,8 % — особи у віці 18—64 років, 13,9 % — особи у віці 65 років та старші. Медіана віку мешканця становила 44,1 року. На 100 осіб жіночої статі у переписній місцевості припадало 101,1 чоловіків;  на 100 жінок у віці від 18 років та старших — 97,0 чоловіків також старших 18 років.
Середній дохід на одне домашнє господарство  становив 75 274 долари США (медіана — 60 714), а середній дохід на одну сім'ю — 89 545 доларів (медіана — 67 482). За межею бідності перебувало 8,9 % осіб, у тому числі 9,4 % дітей у віці до 18 років та 0,0 % осіб у віці 65 років та старших.
Цивільне працевлаштоване населення становило 1454 особи. Основні галузі зайнятості: освіта, охорона здоров'я та соціальна допомога — 18,6 %, публічна адміністрація — 12,4 %, будівництво — 10,7 %.